# Milky Way & The Galaxy Girls
Milky Way & The Galaxy Girls é uma linha de produtos femininos criada por Lauren Faust, criadora da animação My Little Pony: A Amizade é Mágica.

## Antecedentes e conceito

My Little Pony: A Amizade é Mágica, foi uma das bases para as Galaxys Girls

Desde de pequena, Lauren Faust sempre foi apaixonada por cavalos, e um certo dia, ela viu um My Pretty Pony (um brinquedo em formato de cavalo, muito famoso na década de 80) em uma loja de brinquedos. Algum tempo depois, quando a Hasbro lançou a linha Meu Pequeno Pônei no mercado, Lauren, ainda criança, se tornou obcecada por elementos da fantasia, além do fato de que ela era apaixonada por cavalos.  Ela também era muito fã da personagem Moranguinho, que influenciaria seus projetos no futuro.  Ela já havia trabalhado em animações como As Meninas Superpoderosas e A Mansão Foster para Amigos Imaginários, que seu marido, Craig McCracken, foi o criador, e já havia sido nomeada diversas vezes para o Emmy Awards.  Faust, que havia trabalhado anteriormente em animações do Cartoon Network, havia lançado animações originais para meninas por anos, mas sempre foi rejeitada pelos estúdios e redes porque desenhos para meninas foram considerados sem sucesso.  Lauren, apresentou a ideia das "Galaxy Girls" para a Hasbro, aonde ela visava desenvolver sua linha de brinquedos, e também uma série de TV. Quando ela chegou para Lisa Licht da Hasbro Studios, Licht mostrou para Faust uma de suas animações recentes de My Little Pony, Princess Promenade, "completamente na mosca". Licht considerou que o estilo de Faust iria se encaixar na linha, e então pediu a ela para considerar "algumas ideias para onde levar uma nova versão da franquia My Little Pony".  

### Conceito
A ideia da franquia surgiu quando Lauren estava trabalhando com as bonecas em sua casa. Ela fez bonecas de pano, que serviram como o primeiro conceito para a franquia.[carece de fontes?] Algum tempo depois, ela começou a disponibilizar em sua conta no Deviantart, conceitos de arte e artes prontas das personagens da franquia.  Como já foi dito, a ideia de Lauren, era lançar sua linha de produtos pela Hasbro, na tentativa de fazer com que a mesma ganha-se uma série animada para a TV.  Em 2011, Faust apresentou os produtos da marca na Comic-Con em um estande, aonde ela mesma dava autógrafos e falava com os fãs. A tentativa de trazer as personagens para uma série de TV ainda persistia nesta época.  Ela fez o mesmo na Wonder Con e na Comic Con de 2012, repetindo o mesmo trabalhando. Neste ano, a série animada finalmente entrou em produção. Os produtos da franquia são licenciados no Brasil pela Smart Marcas. 

## Sobre
A ideia da franquia é criar um novo universo para o público feminino. Segundo Faust, ela acredita que a maioria dos produtos para meninas demonstram "garotas perfeitas", em grande maioria sem grande personalidade. Ela queria garotas com gostos diferentes, pois ela acha que meninas são mais do que "fazer compras no shopping e passar a noite conversando com as amigas sobre os garotos da escola". Ela explora todos os estilos e personalidades. Cada personagem tem uma paixão especifica, como a arte, dança, esporte, música, animais, poesia e ambientalismo. A marca foca a individualidade e ser verdadeiro consigo mesmo. 
| “ | Milky Way and the Galaxy Girls acolhe cada menina à sua irmandade celestial. Este grupo de amigos é divertido e cheio de indivíduos verdadeiramente únicos que têm seus próprios interesses. Isso soa familiar? Talvez você tem um amigo que, como Júpiter, quer resgatar todos os animais de rua no bairro. Ou o seu melhor amigo é um sabe-tudo, quero dizer realmente um bom aluno, como Urano. O segredo esta em descobrir que cada Galaxy Girl realmente pode ser encontrada em seu símbolo, como um coração para nossa amiga adorável Vênus, asas para a guerreiro Mercúrio, ou um crânio para roqueira cósmica, Plutão. | ” |

## Personagens

### Galaxy Girl's
- Milky Way: Seu símbolo é uma estrela, ela ama novas experiências e conhecer novos amigos. Suas cores favoritas são azul marinho, azul claro e amarelo claro. É curiosa e ama se aventurar por toda a galáxia.
- Vênus: Seu símbolo é um coração. Ama dança, principalmente Ballet. Suas cores favoritas são rosa, fuchsia e lavanda. É sofisticada, determinada e perfeccionista. É muito doce.
- Marte: Seu símbolo são naves espaciais. Adora todos os tipos de arte. Suas cores favoritas são verde, roxo e laranja. É excêntrica, boba, lenta e risonha. É bem eclética.
- Júpiter: Seu símbolo são raios de eletricidade. Ama fazer caridade, andar com seus animais, e cuidar da natureza. Suas cores favoritas são rosa, marrom e amarelo claro. É gentil, responsável, animada e gosta de ajudar todos ao seu redor. Ama o estilo hippie e granolas.
- Plutão: Seu símbolo é uma caveira. Ama hard rock. Suas cores favoritas são preto, branco e lavanda. Tem um temperamento forte, é leal, mas é um pouco difícil de se lidar. Seu estilo é descrito como gótico e metal.
- Sol: Seu símbolo é um sol radiante. Adora cantar, e suas cores favoritas são laranja e amarelo. É uma ótima confidente, muito talentosa, alguém que as amigas sempre podem confiar. Seu estilo é definido como iluminante, e radiante.
- Urano: Seu símbolo é uma maçã. Adora educação, e suas cores favoritas são azul marinho, azul claro, verde esmeralda e branco. É inteligente, determinada, responsável e sabe-tudo. Seu estilo é classificado como tradicional e conservador.
- Lua: Seu símbolo é uma lua crescente. Ama poesia, e ama escrever textos, frases, e poemas. Suas cores favoritas são branco e cinza. É melodramática, mal-humorada e melancólica. Seu estilo é definido como romântico.
- Mercúrio: Seu símbolo é uma asa. É esportista, e suas cores favoritas são azul claro e prata. É confidente, forte, energetica, positiva, impaciente e competitiva. Seu estilo é bem casual.
- Saturno: Seu símbolo são os anéis de saturno. Ama música, cultura e festas. Suas cores favoritas são roxo e amarelo. É elegante, experiente, esperta, bem focada no que quer, carismática, energética e amorosa. Seu estilo é definido como alternativo.
- Netuno: Seu símbolo é uma concha do mar. Ama surfar, e praticar esportes na água. Sua cor favorita é verde piscina. É estressada e um pouco avoada. Seu estilo é definido como "uma garota de verão".

### Secundários
- Eris: Seu símbolo é um Átomo. Ama tocar bateria. Suas cores favoritas são vermelho e marrom. Originalmente UB313, ela recebeu o nome da deusa grega do caos e leva seu fardo muito a sério. Por isso, melhor ficar fora do caminho dela. Seu estilo é definido como "caótico".
- Ceres: Ela é a única a não possuir um símbolo pois não quer “ser igual a todas as outras”. Suas cores favoritas são bege e verde. Embora, seja difícil fazê-la gostar de algo, ela adora tocar baixo. Ela é bem egoísta e sem graça, muitas vezes pensando    que é mais inteligente do que todos os outros. Seu estilo é definido como casual.
- Andromeda: Seu símbolo é uma pequena estrela. Ela é irmã mais nova de Milky Way. Suas cores favoritas são lavanda e amarelo. Seu sonho é ser como sua irmã mais velha. Embora seja ingênua devido a sua idade, ela é bastante fofa e otimista. Seu estilo é definido sendo “qualquer coisa que sua irmã usa”.